# ماريون تينسلي بينيت
ماريون تينسلي بينيت (بالإنجليزية: Marion Tinsley Bennett)‏ (و. 1914 – 2000 م) هو سياسي، ومحامي، وقاضي من الولايات المتحدة الأمريكية . وهو عضو في الحزب الجمهوري .
توفي في الإسكندرية، فيرجينيا .

## التعليم
تعلم في جامعة واشنطن في سانت لويس.